# 突触
突触（法语、英语、德语: Synapse）是神经元之间，或神经元与肌细胞、腺体之间通信的特异性接头。神经元与肌肉细胞之间的突触亦称为神经肌肉接头（neuromuscular junction）。由英国生理学家、1932年度诺贝尔生理学或医学奖获得者查尔斯·斯科特·谢灵顿于1897年提出，原指反射弧中神经元之间或神经元与效应细胞（如骨骼肌、电器官）之间联系的环节
中枢神经系统中的神经元以突触的形式互联，形成神经元网络。这对于感觉和思维的形成极为重要。突触也是中枢神经系统和身体的其它部分，例如肌肉和各种感受器交换信息的渠道。
神经元之间的突触可以分为化学突触和电突触两大类（electrical synapse）。前者的工作机制是一种称为神经递质的信号分子的释放和接收，两个神经元之间没有直接的电气耦合。后者是两个神经元之间的直接电气耦合。化学突触较电突触更为常见，类型更为丰富，下文将着重介绍化学突触。

## 突触的解剖结构
典型的化学突触是在两个神经元之间形成的单向通信机制。神经信息的流向是从突触前细胞到突触后细胞。突触通常形成在突触前细胞的轴突和突触后细胞的细胞体或树突之间。在常见的突触中，从突触后细胞的细胞膜上伸出一个称为突棘的突起物，与突触前细胞的轴突相对，形成一个宽约20nm的空隙，成为突触间隙。
突触前膜内的突触小泡（突触囊泡）含有事先在细胞体内合成并且转运过来的神经递质分子。这些神经递质在突触前细胞发生冲动（动作电位）时，钙离子通道负责将去极化转化成神经递质的释放。这一过程称为兴奋－分泌耦合（Excitation-secretion coupling）。神经递质被通过胞吐作用释放到突触间隙后，扩散到突触后膜，并与其上的特异性神经递质受体结合，产生突触后细胞的局部电位、基因表达或其它结果。

## 化学突触的信号转导
化学突触内的通信依赖于神经递质释放和接受。突触前膜在突触前细胞发生动作电位时释放神经递质。动作电位产生在神经元的轴丘，以有限的速度传导到突触前膜，导致突触前膜上的电压门控钙离子通道的打开，形成钙的内向电流。进入突触前膜内钙离子通过一系列化学反应导致突触小泡与突触前膜的融合，以及神经递质的释放。一种称为SNARE的蛋白是这一融合过程的关键环节。
神经递质被释放以后，通过突触间隙扩散到突触后膜上，与突触后膜上的特异性受体相结合。所谓受体的特异性，一方面是指一种受体通常只能与一种神经递质相结合，另一方面是指一种受体只能在突触后细胞内产生一种作用。由于神经递质和受体的不同，突触可以在突触后细胞内产生多种不同的结果。常见的一种结果是突触后膜上的跨膜电流。该跨膜电流造成突触后膜的跨膜电位的改变，称为突触后电位。
去极化的跨膜电流造成兴奋性的突触后电位（EPSP），超极化的跨膜电流造成抑制性的突触后电位（IPSP）。
另一种常见的结果是影响突触后细胞的代谢或者基因表达。
释放出来的神经递质必须通过一些机制从突触间隙中除去，才能使一次突触事件正常结束。有多种此类机制，包括神经递质在酶解、神经递质被突触前膜的重吸收、以及神经递质被突触后膜吸收。

## 突触作为神经元的输入
对于中枢神经系统内的大多数神经元，突触是其神经信号的唯一输入渠道。与某一神经元相连的所有前级细胞都通过突触向细胞传递关于自身兴奋状态的信息。
对于兴奋性突触后电位（EPSP）来说，如果其幅度足够大，距离动作电位产生的部位足够近，单独一个EPSP就可以造成突触后细胞的一次动作电位发放。但是在大多数情况下，突触后细胞的一次动作电位是其许多突触产生的突触后电位的空间和时间整合的结果。所谓空间整合是指不同部位的突触对突触后细胞产生的不同兴奋作用的综合，所谓时间整合是指同时或不同时发生的突触时间对突触后细胞的作用的综合，这两者密不可分。
抑制性突触后电位（IPSP）造成突触后细胞的局部超极化，其作用是降低突触后细胞发生动作电位的概率，所以是EPSP的拮抗者。中枢神经系统中的大多数神经元都同时收到EPSP和IPSP的影响，从而实现足够复杂的神经计算。
生物突触的这一工作机制，是许多神经网络的灵感来源。

## 突触的强度
突触的强度，通常是指一次突触事件在突触后细胞所产生的突触后电位的幅度大小。突触的强度与许多因素有关。这些因素主要包括：
- 突触前膜内神经递质的储备量
- 突触前膜兴奋－分泌耦合（Excitation-secretion coupling）的强度
- 突触后膜上的受体的多寡
- 神经递质释放后的再吸收快慢

## 突觸可塑性
对于动物体内的突触来说，突觸的强度并非一成不变，而是时刻都由于突触自身的活动历史，以及其它一些作用因素而发生改变和调整。这一调整过程，被认为和神经系统的发育、学习和适应等过程密切相关，乃至是其关键环节之一。
一些突触的强度可以由于长期高频率活动而得以增加，这一效应称为長期增強作用。与之相对的另一种效应称为長期抑制作用。一种称为NMDA的谷氨酸受体通道被认为与長期增強作用密切相关。

## 外部連結
- 突觸分類 （页面存档备份，存于）